# Say It's Gonna Rain
"Say It's Gonna Rain" (em português:  Diz que Vai Chover) é o segundo single do álbum Will to Power, lançado pelo grupo de freestyle Will to Power em 1988. A música foi o primeiro single do grupo a alcançar o primeiro lugar da parada dance, e conseguiu a posição #49 na Billboard Hot 100.

## Faixas
E.U.A. 12" Single #1
| N.º | Título                                   | Duração |  |
| 1.  | "Say It's Gonna Rain" (Extended Mix)     | 6:36    |  |
| 2.  | "Say It's Gonna Rain" (Instrumental Mix) | 5:24    |  |
| 3.  | "Say It's Gonna Rain" (808 Capella)      | 2:00    |  |

E.U.A. 12" Single #2
| N.º | Título                                            | Duração |  |
| 1.  | "Say It's Gonna Rain" (Popstand Remix)            | 8:36    |  |
| 2.  | "Say It's Gonna Rain" (Acid Rain Dub)             | 6:39    |  |
| 3.  | "Say It's Gonna Rain" (Popstand Nueva York Remix) | 7:26    |  |
| 4.  | "Say It's Gonna Rain" (Orange Sunshine Dub)       | 6:36    |  |

## Posições nas paradas musicais
| Parada musical (1988)                               | Melhor posição |
| --------------------------------------------------- | -------------- |
| Canadá - Canada RPM Dance/Urban                     | 8              |
| Estados Unidos - Billboard Hot 100                  | 49             |
| Estados Unidos - Hot Dance Music/Club Play          | 1              |
| Estados Unidos - Hot Dance Music/Maxi-Singles Sales | 3              |